# Hesperis inodora
Hesperis inodora är en korsblommig växtart som beskrevs av Carl von Linné. Hesperis inodora ingår i släktet hesperisar, och familjen korsblommiga växter. Inga underarter finns listade i Catalogue of Life.
Kronbladen är vita. Blad och stjälk är täckta med tätt sittande vita hår.